# Malakka (miasto)

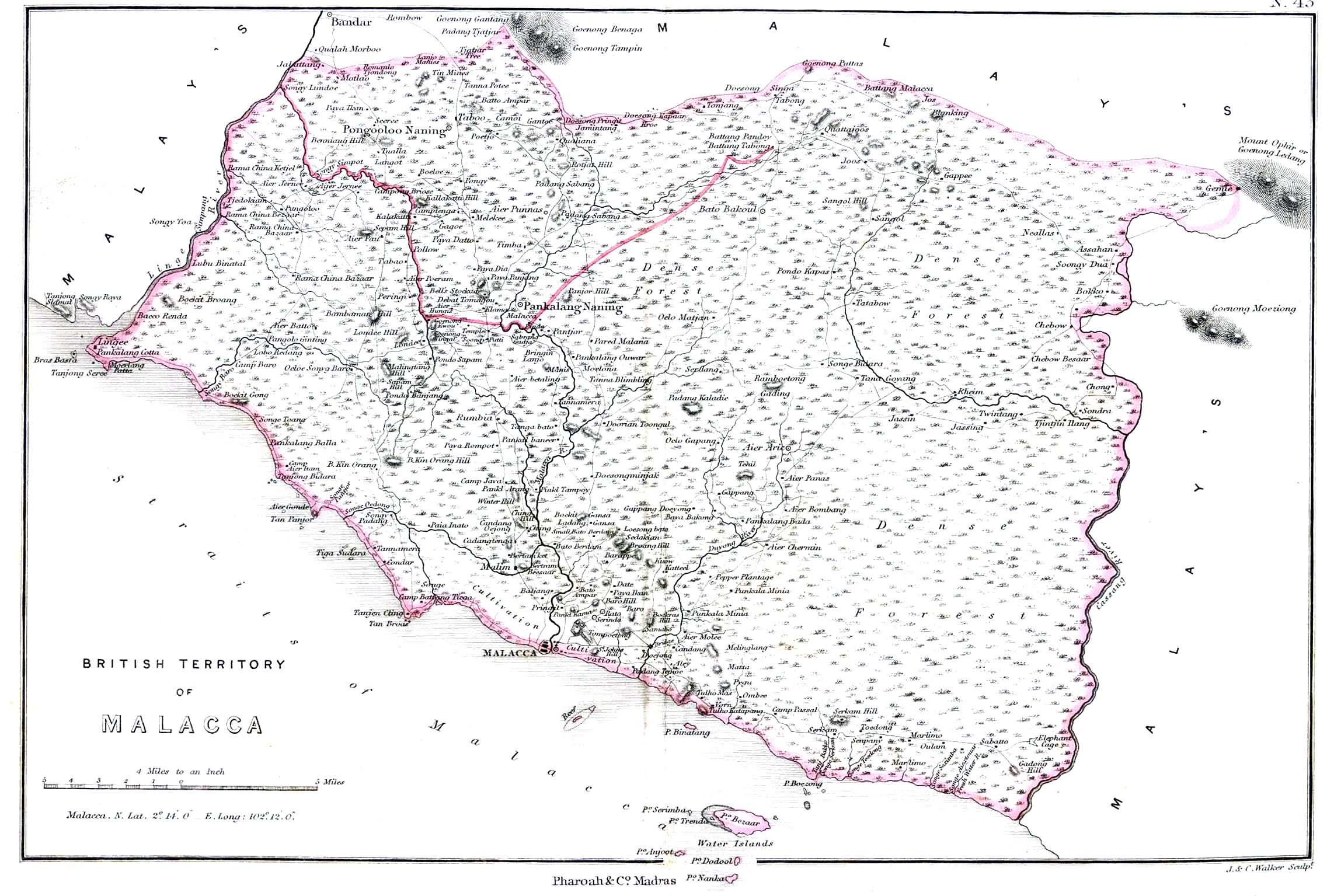
miasto Malakka na mapie terytorium Malakka z 1854 roku

Malakka (malajski Melaka, ang. Malacca) – miasto i stary port handlowy w Malezji na Płw. Malajskim, nad Cieśn. Malakka. Stolica stanu Malakka.
W 2010 zamieszkiwane przez 484 885 osób.
Przemysł spożywczy, chemiczny (obróbka kauczuku) i drzewny. Zabytki: fort i kościół z 1. poł. XVI w., ratusz z XVII wieku. W mieście urodził się m.in. Abdullah bin Abdulkadir.
W 2008 roku Malakka wraz z miastem George Town została wpisana na listę światowego dziedzictwa UNESCO.
Swoją siedzibę ma tu konsulat Arabii Saudyjskiej.

## Miasta partnerskie
- Lizbona, Portugalia[4][5]
- Kuala Lumpur, Malezja
- Hoorn, Holandia
- Valparaíso, Chile
- Nankin, Chińska Republika Ludowa
- Yangzhou, Chińska Republika Ludowa